# متلازمة بلاو

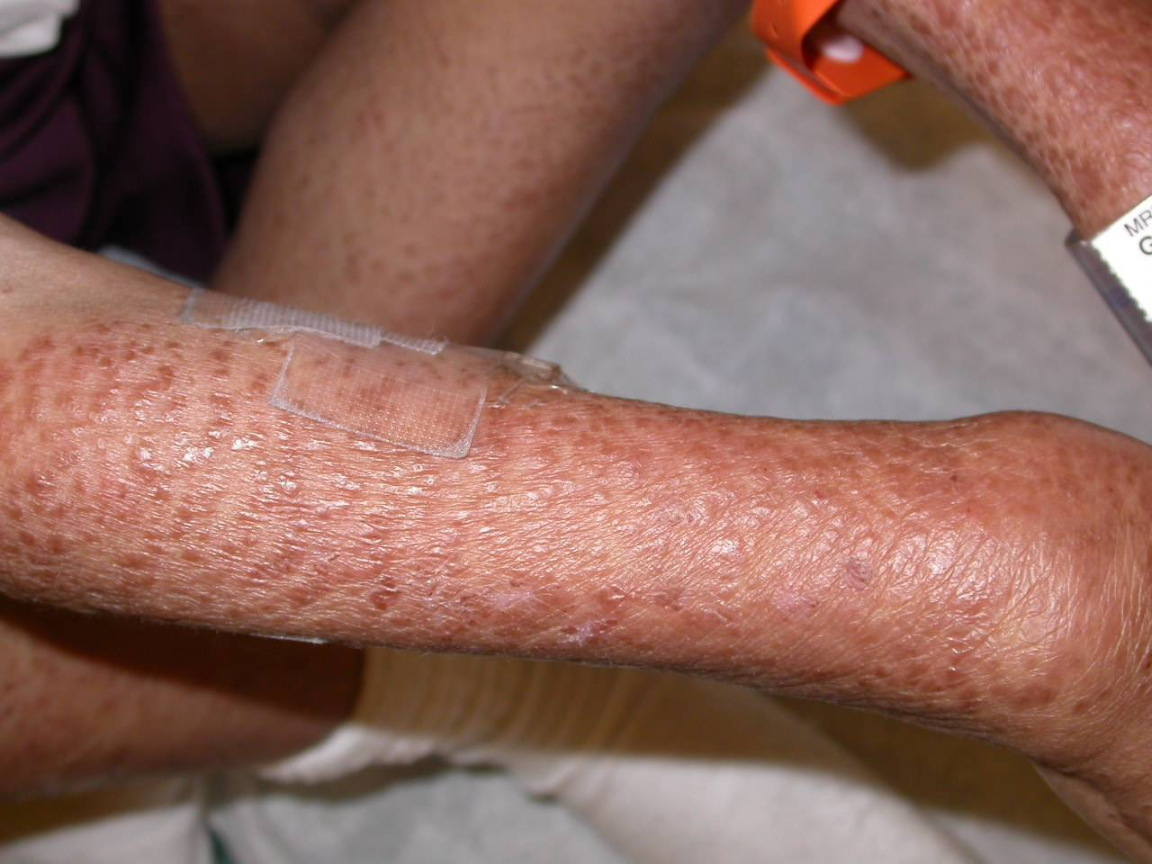

متلازمة بلاو(بالإنجليزي: Blau syndrome) هي مرض وراثي نادر  يرتبط بالطفرات في جين NOD2 ,يعاني المصاب به من التهاب المفاصل الحبيبي العائلية، التهاب القزحية- التهاب العنبية الشامل-، التهاب الأعصاب المخية، والطفح الجلدي مثل ظهور الغرناوية أو ورم حبيبي حلقي أو التهاب الجلد الحبيبي ،
حوالي 30% من المصابين بهذه المتلازمة يصابون أيضا بداء كرون وانعطاف الإصبع المستديم